# Joeropsis bourboni
Joeropsis bourboni är en kräftdjursart som beskrevs av Mueller1991. Joeropsis bourboni ingår i släktet Joeropsis och familjen Joeropsididae. Inga underarter finns listade i Catalogue of Life.